# 久保田真悟
久保田 真悟（くぼた しんご、1978年2月10日 - ）は日本の作曲家、編曲家、音楽プロデューサー。
静岡県沼津市出身。血液型はA型。

## 略歴
- 高校時代より、静岡県や東京都内を中心にバンド活動、ライブ活動などを始める。
- 30歳頃まで音楽とは無関係の仕事をしていた
- その後、多くのメジャーアーティストへの楽曲提供、アレンジ等幅広く手がけ、 2013年度には、楽曲提供した作品を収録したCDの累計枚数が100万枚を越える。
- ギタリストとしては、安室奈美恵など外部アーティストのレコーディングにも参加している。
- 2018年、家入レオへの提供曲「もし君を許せたら」で、「第60回日本レコード大賞」編曲賞受賞[1]。
- 2022年、大森元貴と共編曲したMrs. GREEN APPLEの「ダンスホール」が、「第64回日本レコード大賞」優秀作品賞受賞[2]。
- 2024年、Mrs. GREEN APPLEの「ライラック」が、「第66回日本レコード大賞」受賞[3]。

## ディスコグラフィ
| 発売年 | アーティスト                               | 曲名 |
| ------ | ------------------------------------------ | --- |
| 2014年 | Alice Nine                                 | 「KID」（編曲） |
| 2014年 | ET-KING                                    | 「男は気持ちを伝えたい」（作曲・編曲） 「約束」（作詞・作曲・編曲） |
| 2014年 | Kis-My-Ft2                                 | 「君にあえるから」（編曲） 「Christmas Kiss」（作詞・作曲・編曲） 「Another Future」（編曲） 「3rd Overture」（作曲・編曲） 「ダイスキデス」（作曲・編曲） 「Luv Sick」（作詞・作曲・編曲） 「SNOW DOMEの約束」（作詞・作曲・編曲） 「My Resistance -タシカナモノ-」（作詞・作曲・編曲） 「アイノビート -Rock ver-」（作詞・作曲・編曲） 「アイノビート -Dance ver-」（作詞・作曲・編曲） |
| 2014年 | ケツメイシ                                 | 「FUTARIDAY」（作曲・編曲） |
| 2014年 | ケラケラ                                   | 「マシュマロ」（編曲・サウンドプロデュース） 「夢コンシェルジュ」（編曲・サウンドプロデュース） 「キミと、ずっと」（編曲・サウンドプロデュース） 「スターラブレイション – Jazzin’park wedding mix」（編曲・サウンドプロデュース） 「流星」（編曲・コーラス） 「ココロトリコキミニ」（編曲・コーラス）                                                                                     |
| 2014年 | シクラメン                                 | 「101」（作詞・作曲・編曲・サウンドプロデュース・コーラス） |
| 2014年 | 島谷ひとみ                                 | 「青い月」（作曲・編曲・コーラス） 「愛のカタチ」（編曲・コーラス） |
| 2014年 | 清水翔太                                   | 「Dream -Jazzin’park A Long Autumn Night Remix-」（リミックス・コーラス） |
| 2014年 | ナオト・インティライミ                     | 「The Worlds is ours!」（編曲・ギター） 「LIFE」（編曲・ギター） 「メガロポリス・ラプソディー」（編曲・ギター） |
| 2014年 | Hilcrhyme                                  | 「Lost love song」（編曲） |
| 2014年 | ROOT FIVE                                  | 「Change your world」（作曲・編曲） 「MAGIC NIGHT」（作曲・編曲） |
| 2014年 | V.A.                                       | 「Fun Fun Christmas」（ギター） - 『Fun Fun Christmas –THE GIFTS- Produced by Ryosuke Imai』収録。 |
| 2015年 | ET-KING                                    | 「Splash!」（作詞・作曲・編曲） |
| 2015年 | 井上苑子                                   | 「だいすき。」（編曲） 「大切な君へ」（編曲） |
| 2015年 | 安良波明里                                 | 「you! you! you!」（作曲・編曲） |
| 2015年 | GACKT                                      | 「キミに逢いたくて (Jazzin’park D&B ReMIX)」（リミックス） |
| 2015年 | Kis-My-Ft2                                 | 「Shake Body!!」（作詞・作曲・編曲） 「タナゴコロ – Remix by Jazzin’park」（リミックス） |
| 2015年 | ケラケラ                                   | 「幸せ 〜君が生まれて〜」（編曲・サウンドプロデュース） |
| 2015年 | シクラメン                                 | 「ここで泣こうよ」（作詞・作曲・編曲） |
| 2015年 | 清水翔太                                   | 「SNOW SMILE -Jazzin’park Spring Snow Remix-」（リミックス） |
| 2015年 | ジャニーズWEST                             | 「マ・ル・モ・ウ・ケ」（作詞・作曲・編曲） |
| 2015年 | 私立恵比寿中学                             | 「PLAYBACK」（作詞・作曲・編曲） |
| 2015年 | TEE                                        | 「5年後のアイラブユー」（ギター） 「バカみたいに愛してた feat. RYOJI（from ケツメイシ）」（作曲・編曲） 「着火MEN feat. HIPPY」（作曲・編曲） |
| 2015年 | ナオト・インティライミ                     | 「恋する季節」（編曲） |
| 2015年 | HIPPY                                      | 「Baby Love 〜愛してる〜」（作曲・編曲） |
| 2015年 | Hilcrhyme                                  | 「YUKIDOKE」（編曲） 「I'm Ready」（編曲） 「続・押韻見聞録 -未踏-」（作曲・編曲） 「New Era」（編曲） 「Spirit Of Love」（編曲） 「The Woman In The Elevator」（編曲） |
| 2015年 | Ms.OOJA                                    | 「いつまでも変わらぬ愛を」（編曲） |
| 2015年 | Miracle Vell Magic                         | 「Yummy!」（編曲） |
| 2015年 | Yun*chi                                    | 「Starlight*」（作曲・編曲・サウンドプロデュース） 「MIRAI*」（作曲・編曲・サウンドプロデュース） |
| 2015年 | RIP SLYME                                  | 「POPCORN NANCY」（作曲・編曲） |
| 2016年 | 井上苑子                                   | 「ナツコイ」（編曲） 「大切な君へ」（編曲） |
| 2016年 | Official髭男dism                           | 「Clap Clap」（弦管楽器アレンジ） 「コーヒーとシロップ」（弦管楽器アレンジ） 「恋の去り際」（弦管楽器アレンジ） 「ゼロのままでいられたら」（弦管楽器アレンジ） 「日曜日のラブレター」（弦管楽器アレンジ） |
| 2016年 | カサリンチュ                               | 「メリーゴーランド feat. NANAE & MAIKO」（編曲） |
| 2016年 | 加治ひとみ                                 | 「アイズ」（編曲） 「Recollection (Overture)」（作曲・編曲、栗原暁と共作） 「ルール違反」（作曲・編曲、栗原暁と共作） 「共犯者」（編曲、栗原暁と共作） 「タイムマシン」（編曲、栗原暁と共作） 「As I am」（作曲・編曲、栗原暁と共作） 「mean」（作曲・編曲、栗原暁と共作） 「Let it shine」（編曲）                                                                                       |
| 2016年 | Kis-My-Ft2                                 | 「&say」（作詞・作曲・編曲） |
| 2016年 | 北乃きい                                   | 「Doooooda!!」（作曲・編曲） 「師大路夜市」（編曲） |
| 2016年 | ケラケラ                                   | 「サニータウン 〜くまなく旅したい街」（サウンドプロデュース） |
| 2016年 | tetsuya (L'Arc〜en〜Ciel)                  | 「lonely girl -Jazzin'park Remix」（リミックス） |
| 2016年 | TEE                                        | 「恋のはじまり」（共作曲・編曲） 「MORE&MORE」（共作曲） |
| 2016年 | Nissy（西島隆弘）                          | 「ハプニング」（編曲） |
| 2016年 | HIPPY                                      | 「泣き虫Good Day 笑ってGood Night」（作詞・作曲・編曲） |
| 2016年 | predia                                     | 「東京スキャンダル」（作詞・作曲・編曲） |
| 2016年 | BENI                                       | 「夏の思い出」（ギター） |
| 2017年 | 嵐                                         | 「光」（作曲・編曲、作曲はイワツボコーダイと共作） |
| 2017年 | Kis-My-Ft2                                 | 「Tonight」（作詞・編曲、JUN・前田佑と共作） 「EXPLODE」（編曲）シングル「INTER」収録。 |
| 2017年 | 井上苑子                                   | 「スタート」（共編曲） 「LOVE LOVE LOVE」（編曲） 「どんなときも。」（編曲） 「メッセージ」（編曲） |
| 2017年 | 加治ひとみ                                 | 「Breaking Free」（作曲・編曲） |
| 2017年 | Kis-My-Ft2                                 | 「FUTURE TRAIN」（作詞・作曲・編曲、栗原暁と共作） |
| 2017年 | ケツメイシ                                 | 「はじまりの予感」（共作曲・編曲） |
| 2017年 | 私立恵比寿中学                             | 「EBINOMICS」（作詞・作曲・編曲、栗原暁・Tasuku Maedaと共作） |
| 2017年 | Nissy（西島隆弘）                          | 「The Eternal Live」（ギター、ベース） 「恋す肌」（編曲） |
| 2017年 | V6                                         | 「Remember your love」（編曲） |
| 2017年 | 舞祭組                                     | 「道しるべ」（編曲） |
| 2017年 | miwa                                       | 「ドライブソング」（編曲） |
| 2017年 | モン吉                                     | 「サヨナラ涙」（作曲・編曲、モン吉・栗原暁と共作） |
| 2017年 | 山崎育三郎                                 | 「Congratulations」（作詞・作曲・編曲） |
| 2017年 | Yun*chi                                    | 「Trendy Night*」（共作曲・作詞・編曲） 「Kare Kano*」（共作曲・作詞・編曲） |
| 2018年 | 家入レオ                                   | 「もし君を許せたら」（作曲・編曲、作曲は栗原暁と共作） - フジテレビ系月9ドラマ『絶対零度 ～未然犯罪潜入捜査～』主題歌。 「あおぞら」（編曲） - フジテレビ系『ライオンのグータッチ』テーマソング。 |
| 2018年 | 井上苑子                                   | 「約束」（編曲） - ルックJTB CMソング。 |
| 2018年 | レン（楠木ともり）                         | 「To see the future」（作曲・編曲） - アニメ『ソードアート・オンライン オルタナティブ ガンゲイル・オンライン』エンディングテーマ。 |
| 2018年 | 宇野実彩子（AAA）                          | 「#one_love_pop」（作曲・編曲、栗原暁・前田佑と共作） 「Lock on」（作曲・編曲、栗原暁・前田佑と共作） 「Summer Mermaid」（作曲・編曲、作曲はイワツボコーダイと共作） 「どうして恋してこんな」（作曲・編曲、作曲はイワツボコーダイと共作） |
| 2018年 | KEN☆Tackey                                 | 「アイシテモ」（作曲・編曲、今井了介と共作） |
| 2018年 | ジャニーズWEST                             | 「パーリパーリパリ -カタカナを叫べ-」（作曲・編曲、作曲は栗原暁・SHIROSE from WHITE JAM・GASHIMA from WHITE JAMと共作） |
| 2018年 | 鈴木愛理                                   | 「Moment」（作曲・編曲、作曲は栗原暁と共作） |
| 2018年 | ずっと真夜中でいいのに。                   | 「サターン」（編曲） |
| 2018年 | 安本彩花（私立恵比寿中学）                 | 「TUBOMI」（編曲） 「青空gift」（編曲） |
| 2018年 | Da-iCE                                     | 「Blackjack」（作曲、☆Taku Takahashi（m-flo）、栗原暁と共作） |
| 2018年 | ときめき♡宣伝部                            | 「プリンセスプリンセスプリンセス」（作詞・作曲・編曲、栗原暁・Tasuku Maedaと共作） 「TRAP」（作詞・作曲・編曲、栗原暁・Tasuku Maedaと共作） 「DEADHEAT」（作詞・作曲・編曲、栗原暁・Tasuku Maedaと共作） |
| 2018年 | まるりとりゅうが                           | 「気まぐれな時雨」（編曲） 「幸せになって」（編曲） 「聞き飽きちゃうくらいの愛を伝えて欲しいの」（編曲） |
| 2018年 | ナオト・インティライミ                     | 「Amor y sol with 桜井和寿」（編曲） 「Sunday -オーガニックver.-」（編曲） 「同窓会」（編曲） |
| 2018年 | ファンキー加藤                             | 「40」（作曲・編曲、作曲はEINSHTEINと共作） |
| 2018年 | V6                                         | 「KEEP GOING」（作詞・作曲・編曲、☆Taku Takahashi（m-flo）、Mitsunori Ikeda（Tachytelic Inc.）・栗原暁と共作） 「TL」（作詞・作曲・編曲、☆Taku Takahashi（m-flo）・Mitsunori Ikeda（Tachytelic Inc.）・栗原暁と共作） |
| 2018年 | predia                                     | 「Hotel Sunset」（作詞・作曲・編曲、栗原暁と共作） |
| 2018年 | みやかわくん                               | 「イダテンドリーマー」（編曲） 「I AM A HERO」（編曲） 「さよならを言わなくちゃ」（作曲・編曲） |
| 2018年 | 山下智久                                   | 「H」（編曲） |
| 2018年 | Rihwa                                      | 「Shooting Star」（編曲） 「Finally」（編曲） |
| 2019年 | 山下智久                                   | 「Never Lose」（編曲） - アニメ『逆転裁判 〜その「真実」、異議あり!〜 Season2』主題歌。 |
| 2019年 | NEWS                                       | 「インビジブル ダンジョン」（作曲、☆Taku Takahashi（m-flo）、Mitsunori Ikeda（Tachytelic Inc.）・栗原暁と共作） 「Digital Love」（作曲、☆Taku Takahashi（m-flo）、Mitsunori Ikeda (Tachytelic Inc.)、栗原暁と共作） 「Dragonism」（作曲、☆Taku Takahashi（m-flo）、Mitsunori Ikeda（Tachytelic Inc.）・栗原暁と共作）                                                                     |
| 2019年 | ジャニーズWEST                             | 「Big Shot!!」（作曲・編曲 作曲は栗原暁と共作） - 「ワールドカップバレー2019」大会テーマソング 「Make a Wish!!〜世界中が愛してる〜」（作曲・編曲、作曲は栗原暁と共作）シングル「Big Shot!!」収録。 |
| 2019年 | EXID                                       | シングル「TROUBLE」（作曲） |
| 2019年 | ナオト・インティライミ                     | 「まんげつの夜」（編曲） - フジテレビ 『痛快TVスカッとジャパン』「ファミリースカッと」テーマソング 「アカルイミライ」（編曲） - プロアクティブCMソング |
| 2019年 | テレビアニメ『俺を好きなのはお前だけかよ』 | パンジー（戸松遥）・ひまわり（白石晴香）・コスモス（三澤紗千香）「ハナコトバ」（作曲・編曲） - エンディングテーマ。 |
| 2019年 | 私立恵比寿中学                             | 「BUZZER BEATER」 - SoftBankウィンターズカップ2018大会公式テーマソング（作曲・編曲）アルバム『MUSiC』収録。 |
| 2019年 | Have a Nice Day!                           | 「Smells Like Teenage Riot」（編曲） - 『ファイナルファンタジーXIV:漆黒のヴィランズ』CMソング 「私を離さないで」（編曲） 「愛こそすべて」（編曲） 「僕らの時代」 - 映画『チワワちゃん』主題歌。 |
| 2019年 | 宇野実彩子（AAA）                          | 1. 「dream girl」（作曲・編曲） 2. 「Lock on」（作曲・編曲） 9. 「どうして恋してこんな」（作曲・編曲） 10. 「Summer Mermaid」（作曲・編曲） 12. 「マイフレンド」（作曲・編曲） 13. 「♯one_love_pop」（作曲・編曲）1stアルバム『Honey Stories』収録。 |
| 2019年 | 宮川愛李                                   | 「ハジメマシテ」（編曲）ミニアルバム「スマホ映えの向こうの世界」収録。 |
| 2019年 | Skip the Chips                             | 「不完全Vibes」 「Days」（編曲） |
| 2019年 | Hilcrhyme                                  | 「事実愛 feat 仲宗根泉（HY）」（共作曲・編曲） - 読売テレビ・日本テレビ系 プラチナイト 木曜ドラマF『わたし旦那をシェアしてた』主題歌。 |
| 2019年 | ずっと真夜中でいいのに。                   | 「正義」（編曲） |
| 2019年 | SUPER☆GIRLS                                | 「LETTER ～10年後のワタシへ～」（作曲・編曲） |
| 2019年 | Kis-My-Ft2                                 | 「Bring It On」（作曲・編曲、作曲は栗原暁と共作） |
| 2019年 | Have A Nice Day!                           | 「愛こそすべて」（編曲） |
| 2019年 | DISH//                                     | 「DAWN」（共作詞・作曲・編曲）アルバム『Junkfood Junction』収録。 |
| 2019年 | 家入レオ                                   | 「Prime Numbers」（共作曲・編曲） - テレビ朝日 木曜ドラマ『緊急取調室』主題歌。 |
| 2019年 | 高橋ちか                                   | 「Magic Music」 「wonderful world」（編曲） |
| 2019年 | Flower                                     | 「Boyfriend -part II-」（ギター演奏） |
| 2019年 | Hey! Say! JUMP                             | 「「I」」（編曲、Maria Marcusと共作） |
| 2020年 | DiverDiva                                  | 「LoveTriangle」（作曲・編曲）アルバム『SUPER NOVA』収録。 |
| 2020年 | 家入レオ                                   | 「未完成」（作曲・編曲） - フジテレビ系月9ドラマ『絶対零度 ～未然犯罪潜入捜査～』主題歌。 |
| 2020年 | NEWS                                       | 「Perfect Lover」（作曲、☆Taku Takahashi（m-flo）、Mitsunori Ikeda（Tachytelic Inc.）・栗原暁と共作） |
| 2020年 | Kis-My-Ft2                                 | 「My Place」（作曲・編曲、作曲は栗原暁と共作） |
| 2020年 | 鈴木愛理                                   | 「Let The Show Begin」（作曲・編曲） |
| 2020年 | Awesome City Club                          | 「Heart of Gold」（編曲） 「but×××」 （編曲） |
| 2020年 | ジャニーズWEST                             | 「W trouble」（作曲・編曲、作曲は栗原暁と共作） 「証拠」（作曲・編曲、作曲はKanata Okajima、栗原暁と共作） 「ハッピーメイカー」（作詞・作曲・編曲、栗原暁・前田佑と共作） |
| 2020年 | King & Prince                              | 「Winter Love Story」 - セブン-イレブン（作曲・編曲、作曲はAKIRAと共作） - クリスマスTVCM曲。 |
| 2020年 | King & Prince                              | 「君がいる世界」（作曲・編曲）2ndアルバム『L&』収録。 |
| 2020年 | King & Prince                              | 「ナミウテココロ」（作曲・編曲、作曲はatagi（Awesome City Club）と共作）2ndアルバム『L&』収録。 |
| 2020年 | Blue Vintage                               | Down Town（編曲） |
| 2020年 | 家入レオ                                   | 「Answer」（作曲・編曲） - アニメ『メジャーセカンド』オープニングテーマ。 |
| 2020年 | 井上苑子                                   | 「近づく恋」（編曲） - 資生堂 SEA BREEZE CMソング。 |
| 2020年 | THE SPLAY                                  | 君とこの空の下で（編曲） |
| 2020年 | さくらしめじ                               | いいじゃん（編曲） |
| 2020年 | Hilcrhyme                                  | 「Be ZERO」（共作曲、編曲） - Netflix オリジナルアニメシリーズ『虫籠のカガステル』オープニングテーマ。 |
| 2021年 | 嵐                                         | 「SHOW TIME」（作詞・作曲・編曲、AKIRA・栗原暁と共作） |
| 2021年 | 超ときめき♡宣伝部                          | 「ライオンガール」（作曲・編曲、栗原暁と共作）アルバム『ときめきがすべて』収録。 |
| 2021年 | 宇野実彩子（AAA）                          | 「Sweet Hug」（作曲・編曲） |
| 2021年 | ずっと真夜中でいいのに。                   | 「正しくなれない」（編曲） - 映画『約束のネバーランド』主題歌。 |
| 2021年 | ずっと真夜中でいいのに。                   | 「繰り返す収穫」（編曲） |
| 2021年 | Awesome City Club                          | 「ceremony」（共作曲、編曲） - 三井アウトレットパークCMタイアップソング。 |
| 2021年 | ジャニーズWEST                             | 「カメレオン」（作曲、編曲） 「銀河系」（編曲）シングル「週刊うまくいく曜日」収録。 |
| 2021年 | TRUE                                       | 「memento」（作曲、編曲） |
| 2021年 | NEWS                                       | 「朧月」（作曲、編曲） |
| 2021年 | Da-iCE                                     | 「Easy Tasty」（作曲、編曲） 「six」（編曲） |
| 2021年 | V6                                         | 「Live Overture」（作曲、編曲） - Live DVD＆Blu-ray『For the 25th anniversary』収録。 |
| 2021年 | King & Prince                              | 「Dance to the music」（作曲・編曲、作曲はatagi（Awesome City Club）と共作）3rdアルバム『Re:Sense』収録。 |
| 2021年 | King & Prince                              | 「恋降る月夜に君想ふ」（作曲・編曲） - 東宝『かぐや様は告らせたい〜天才たちの恋愛頭脳戦〜 ファイナル』主題歌。 |
| 2021年 | Liella!                                    | 「未来は風のように」（編曲） - TVアニメ『ラブライブ!スーパースター!!』エンディングテーマ。 「だから僕らは鳴らすんだ！」（編曲） |
| 2021年 | TRUE                                       | 「inorganic」（編曲）アルバム『コトバアソビ』収録。 |
| 2021年 | なにわ男子                                 | 「初心LOVE」（作曲・編曲） |
| 2022年 | スピラ・スピカ                             | 「ゲットゴーイング」（作曲、栗原暁と共作） |
| 2022年 | ジャニーズWEST                             | 「黎明」（作曲、編曲） |
| 2022年 | Awesome City Club                          | 「Good Morning」（編曲） - テレビ朝日『グッド!モーニング』イメージソング。 |
| 2022年 | 家入レオ                                   | 「花束」（作曲、編曲）ベスト・アルバム『10th Anniversary Best』収録。 |
| 2022年 | 葛葉                                       | 「Owl Night」（作曲、栗原暁と共作・編曲）ミニアルバム「Sweet Bite」収録。 |
| 2022年 | 宇野美沙子                                 | 「Shall we?」（作曲、編曲） 「Candy」（編曲） - 『All AppreciAte』収録。 |
| 2022年 | V6                                         | 「TL」（作曲、編曲）ライブDVD・Blu-ray『LIVE TOUR V6 groove』収録。 |
| 2022年 | ジャニーズWEST                             | 「Mixed Juice」（作曲・編曲）アルバム『Mixed Juice』収録。 |
| 2022年 | Liella!                                    | 「Flyer's High]（作曲・編曲）アルバム『What a Wonderful Dream!!』収録。 |
| 2022年 | SUPER★DRAGON                               | 「X」（作曲、編曲）アルバム『Force to Forth』収録。 |
| 2022年 | 汐レイラ                                   | 「ビーボーイ」（編曲） |
| 2022年 | 関ジャニ∞                                  | 「喝采」（作曲・編曲） |
| 2022年 | Sexy Zone                                  | 「Desideria」（栗原暁と作曲） |
| 2022年 | なにわ男子                                 | 「Brand New Heroine」（作曲・編曲）アルバム『1st Love』収録。 |
| 2022年 | Mrs. GREEN APPLE                           | 「ダンスホール」（大森元貴と共編曲）ミニ・アルバム『Unity』収録。 |
| 2022年 | GENIC                                      | 「ジリジリSUMMER」「Aventure」（編曲）アルバム『Ever Youres』収録。 |
| 2022年 | Liella!                                    | 「追いかける夢の先で」（編曲） - TVアニメ『ラブライブ!スーパースター!!』エンディングテーマ。 |
| 2022年 | ジャニーズWEST                             | 「SOUL 2 SOUL」（作曲・編曲） |
| 2022年 | YUKI                                       | 「ハンサムなピルエット」（共編曲） |
| 2022年 | 超学生                                     | 「Untouchable」(作曲)(編曲) |
| 2022年 | ジャニーズWEST                             | 「LIVE TOUR 2022 Mixed Juice」収録 OVERTURE（作曲・編曲） |
| 2022年 | King & Prince                              | 「Nothing compares」（作曲・編曲） |
| 2023年 | ジャニーズWEST                             | 「POWER」（作曲・編曲） |
| 2023年 | ももいろクローバーZ                        | 「L.O.V.E」（作曲、編曲） |
| 2023年 | ジャニーズWEST                             | 「アンノウン」（作曲、編曲） |
| 2023年 | ジャニーズWEST                             | 「パロディ」日本テレビ系 新水曜ドラマ 「#それってパクリじゃないですか？」オープニング曲（作曲、編曲） |
| 2023年 | 須田景凪                                   | 「メロウ」アニメスキップとローファー オープニングテーマ（編曲） |
| 2023年 | Mrs. GREEN APPLE                           | 「Magic」（大森元貴と共編曲） |
| 2023年 | Da-iCE                                     | 「ハイボールブギ」 映画「探偵マリコの生涯で一番悲惨な日」主題歌（作曲、編曲） |
| 2023年 | Kis-My-Ft2                                 | 「ともに」 （共作曲、編曲） |
| 2023年 | LE SSERAFIM                                | 「ジュエリー (Prod. imase)」日本2ndシングル 'UNFORGIVEN' 収録曲 （共作曲、編曲） |
| 2023年 | imase                                      | 「Nagisa」（編曲） |
| 2023年 | なにわ男子                                 | 「Wonder」（作曲、編曲） |
| 2023年 | LE SSERAFIM                                | 「Dresscord (ドレスコード) (Prod. imase)」 日曜ドラマ『セクシー田中さん主題歌（共作曲、編曲） |
| 2023年 | 甲田まひる                                 | 「in the air」「Sugar=High」（編曲） |
| 2024年 | WEST.                                      | 「FICTION」映画「ある閉ざされた雪の山荘で」主題歌（作曲、編曲） |
| 2024年 | GENIC                                      | 「Checkmate」（作曲、編曲）アルバム『N_G』収録。 |
| 2024年 | WEST.                                      | 「AWARD」（作曲、編曲）WEST.ベストアルバム「AWARD」収録 |
| 2024年 | Mrs. GREEN APPLE                           | 「ライラック」TVアニメ『忘却バッテリー』オープニング・テーマ（大森元貴と共編曲） |
| 2024年 | imase                                      | 「恋衣」キリンビバレッジ「午後の紅茶」コラボレーション楽曲 （編曲） |
| 2024年 | imase                                      | 「Happy Order?」マクドナルド タイアップソング （編曲） |
| 2024年 | ROF-MAO                                    | 「Hands Up」（作詞・作曲・編曲、栗原暁・前田佑と共作） |
| 2024年 | Mrs. GREEN APPLE                           | 「Dear」映画『ディア・ファミリー』主題歌（大森元貴と共編曲） |
| 2024年 | imase                                      | 「Rainy Driver」アルバム「凡才」収録（編曲） |
| 2024年 | WEST.                                      | 「FATE」（作曲 編曲） |
| 2024年 | WEST.                                      | 「あなたへ」WEST.ベストアルバム「AWARD」収録（編曲） |
| 2024年 | Mrs. GREEN APPLE                           | 「アポロドロス」テレビ朝日系列 2024スポーツ応援ソング（大森元貴と共編曲） |
| 2024年 | Ryosuke Yamada                             | 「SWITCH」1st Digital Single （作曲編曲） |
| 2024年 | 花譜                                       | 「ゲシュタルト」(作曲編曲) |
| 2025年 | King&Prince                                | 「HEART」16th Single （作曲編曲） |
| 2025年 | Mrs. GREEN APPLE                           | 「クスシキ」 アニメ『薬屋のひとりごと』オープニングテーマ（大森元貴と共編曲）\|- |
| 2025年 | れん                                       | 「一才合切」（編曲） |
| 2025年 | AwesomeCityClub                            | 「STEP!」（編曲） |
| 2025年 | WEST.                                      | 「Rainy Rhapsody」（編曲） |
| 2025年 | 超学生                                     | 「pa pa pa」（共作曲、編曲） |
| 2025年 | WurtS                                      | 「ライフスタイル」（編曲） |
| 2025年 | WEST.                                      | 「この旋律よ誰かの歌になれ」（共作曲、編曲） |
| 2025年 | WEST.                                      | 「BIG LOVE SONG」24th single（共作曲、編曲） |
| 2025年 | imase                                      | 「名前のない日々」 フジテレビ新水10ドラマ Dr.アシュラ主題歌（編曲） |
| 2025年 | imase                                      | 「FRIENDS!!!」（編曲） |
| 2025年 | Ryosuke Yamada                             | 「INTO YOU」（作曲 編曲） |

### ユニットメンバー
1. ↑  朝香果林（久保田未夢）、宮下愛（村上奈津実）